# Anthony Katagas
Anthony Katagas (* 1971 in New York City) ist ein US-amerikanischer Filmproduzent mit griechischen Wurzeln. Er gewann 2014 einen Oscar für den Film 12 Years a Slave.

## Leben
Anthony Katagas studierte an der Western New England University in Massachusetts Rektions- und Bindungstheorie. Er spielte außerdem erfolgreich Lacrosse als Torhüter und Team-Kapitän. Er blieb bei der Sportart und spielt heute als Senior in der Herrenmannschaft der Universität. 2013 war er MVP bei einer Meisterschaft in Las Vegas. Er verließ die Universität 1992 mit einem Bachelor of Arts.
Nach seinem Studium arbeitete er zunächst als Produktionsassistent und später als Regieassistent. Er arbeitete an mehr als 20 Filmen, vorwiegend aus dem Independent-Bereich, so bei Sofia Coppolas Lost in Translation, Denys Arcands Stardom und Michael Almereydas Hamlet (2000).
2000 gründete er mit Keep Your Head Productions eine eigene Produktionsgesellschaft in New York. Zu den bekanntesten Werken zählen die Almereyda-Werke Happy Here and Now (2002), This So-Called Disaster: Sam Shepard Directs the Late Henry Moss (2003) und William Eggleston in the Real World (2005), Helden der Nacht – We Own the Night (2007), Zufällig verheiratet (2008), College Road Trip (2008) und Die langen hellen Tage (2013). 2004 wurde er  für einen Independent Spirit Award nominiert.
2014 gewann er zusammen mit Brad Pitt, Dede Gardner, Jeremy Kleiner und Steve McQueen den Oscar für den besten Film.

## Filmografie (Auswahl)

### Produzent
- 2002: Happy Here and Now
- 2003: This So-Called Disaster: Sam Shepard Directs the Late Henry Moss
- 2003: Rudy: The Rudy Giuliani Story
- 2005: William Eggleston in the Real World
- 2005: Winter Passing
- 2005: Couchgeflüster – Die erste therapeutische Liebeskomödie (Prime)
- 2006: The Hoax
- 2006: Dein Ex – Mein Albtraum (The Ex)
- 2007: Helden der Nacht – We Own the Night (We Own the Night)
- 2008: College Road Trip
- 2008: Zufällig verheiratet (The Accidental Husband)
- 2008: Two Lovers
- 2008: Die Muppets – Briefe an den Weihnachtsmann (A Muppets Christmas: Letters to Santa)
- 2009: Haben Sie das von den Morgans gehört? (Did You Hear About the Morgans?)
- 2010: 72 Stunden – The Next Three Days (The Next Three Days)
- 2011: Atemlos – Gefährliche Wahrheit (The Abduction)
- 2013: The Immigrant
- 2013: 12 Years a Slave
- 2014: Anarchie (Cymbeline)
- 2015: True Story – Spiel um Macht (True Story)
- 2015: Big Business: Außer Spesen nichts gewesen (Unfinished Business)
- 2016: Triple 9
- 2016: Nerve
- 2016: Die versunkene Stadt Z (The Lost City of Z)
- 2017: The Secret Man (Mark Felt: The Man Who Brought Down the White House)
- 2019: Ad Astra – Zu den Sternen (Ad Astra)
- 2020: Der Fall 9/11 – Was ist ein Leben wert? (Worth)
- 2021: The Woman in the Window
- 2022: Tiefe Wasser (Deep Water)
- 2022: Zeiten des Umbruchs (Armageddon Time)
- 2022: Amsterdam

### Produktionsmanager
- 1999: Spy Games – Agenten der Nacht (History Is Made at Night)
- 2000: Den Einen oder Keinen (Down to You)
- 2000: Hamlet
- 2002: Dem Paradies ganz nah (Au plus près du paradis)
- 2003: Lost in Translation

### Regieassistenz
- 1998: Studio 54